# Świętochłowice (gmina)
Świętochłowice – dawna gmina wiejska istniejąca w latach 1945–1946 w woj. śląskim (dzisiejsze woj. śląskie). Siedzibą władz gminy była wieś Świętochłowice (od 1947 samodzielne miasto).
Gmina zbiorowa (o charakterze jednostkowym) Świętochłowice powstała w grudniu 1945 w powiecie katowickim w woj. śląskim (śląsko-dąbrowskim).
1 stycznia 1946 gmina składała się z samej siedziby i przez to nie była podzielona na gromady. Jako gmina wiejska jednostka przestała istnieć 1 stycznia 1947 wraz z nadaniem Świętochłowicom praw miejskich i przekształceniem jednostki w gminę miejską. W związku z likwidacją powiatu katowickiego 1 kwietnia 1951 Świętochłowice zostały powiatem grodzkim.